# Eric Wieschaus
Eric Francis Wieschaus (South Bend, 8 de junho de 1947) é um biologista estadunidense.
Foi agraciado, junto com o seu conterrâneo Edward Bok Lewis e a bióloga alemã Christiane Nüsslein-Volhard com o Nobel de Medicina de 1995, por demonstrar que todas as faculdades das células são formadas, em última instância, por seu fator hereditário.

## Juventude
Nascido em South Bend, Indiana, ele estudou na John Carroll Catholic High School em Birmingham, Alabama, antes de frequentar a Universidade de Notre Dame para seus estudos de graduação (BS, biologia) e a Universidade de Yale (Ph.D., biologia) para seu trabalho de pós-graduação.

## Carreira científica

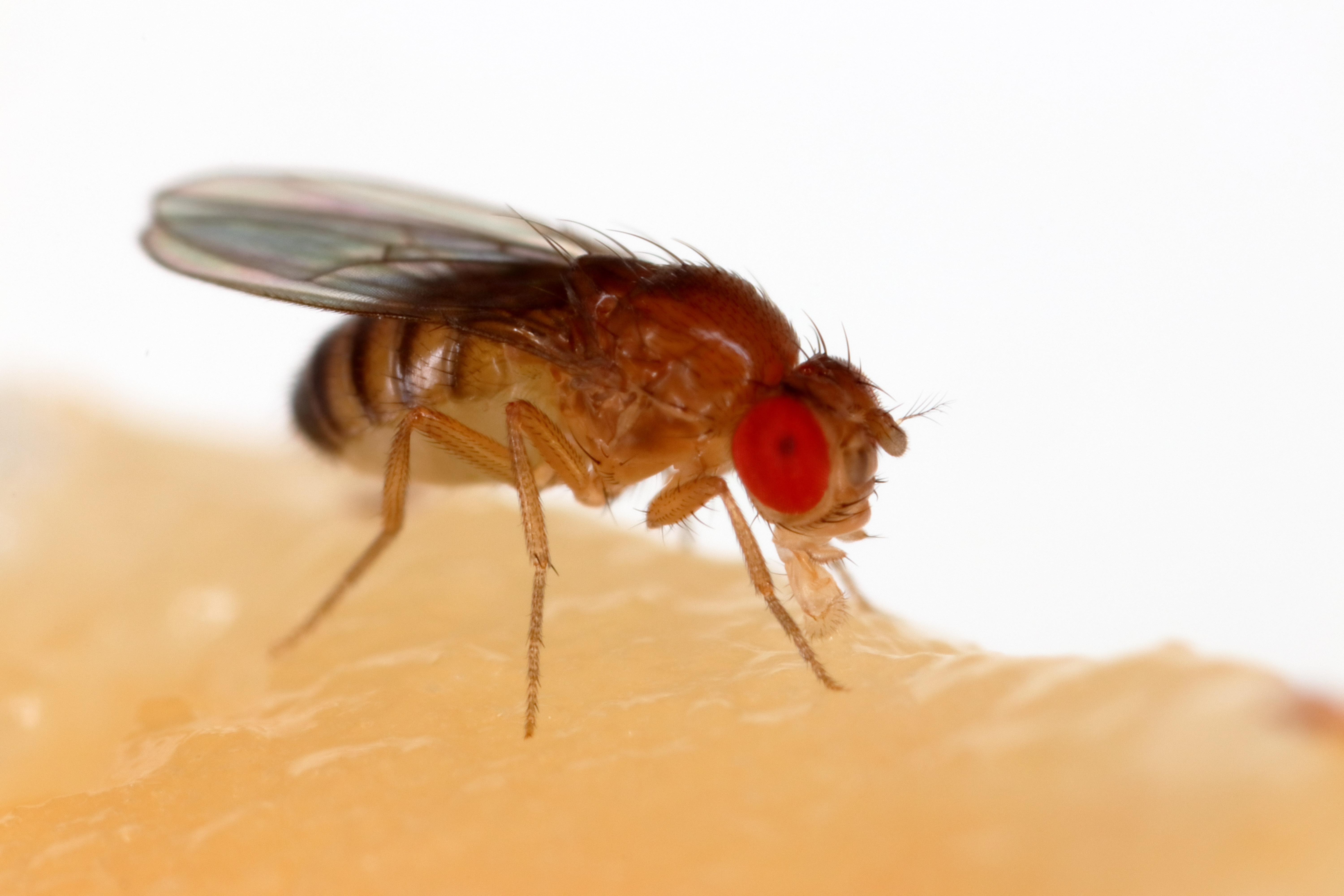
Drosophila Melanogaster, o objeto da ciência de Wieschaus

Em 1978, ele mudou-se para seu primeiro trabalho independente, no European Molecular Biology Laboratory em Heidelberg, Alemanha, e mudou-se de Heidelberg para a Universidade de Princeton, nos Estados Unidos, em 1981.
Grande parte de sua pesquisa se concentrou na embriogênese na mosca da fruta Drosophila melanogaster, especificamente na padronização que ocorre no embrião inicial da Drosophila. A maioria dos produtos gênicos usados pelo embrião nesses estágios já estão presentes no ovo não fertilizado e foram produzidos pela transcrição materna durante a oogênese. Um pequeno número de produtos gênicos, entretanto, é fornecido pela transcrição no próprio embrião. Ele se concentrou nesses "zigoticamente" genes ativos porque ele acredita que o padrão temporal e espacial de sua transcrição pode fornecer os gatilhos que controlam a sequência normal do desenvolvimento embrionário. A saturação de todas as mutações possíveis em cada cromossomo por eventos aleatórios para testar a letalidade embrionária foi feita por Eric Wieschaus. Este corpo de ciência acabou sendo denominado Heidelberg screen.
Em 1995, ele recebeu o Prêmio Nobel de Fisiologia ou Medicina com Edward B. Lewis e Christiane Nüsslein-Volhard como co-recipientes, por seu trabalho revelando o controle genético do desenvolvimento embrionário.